# Cordillera Americana

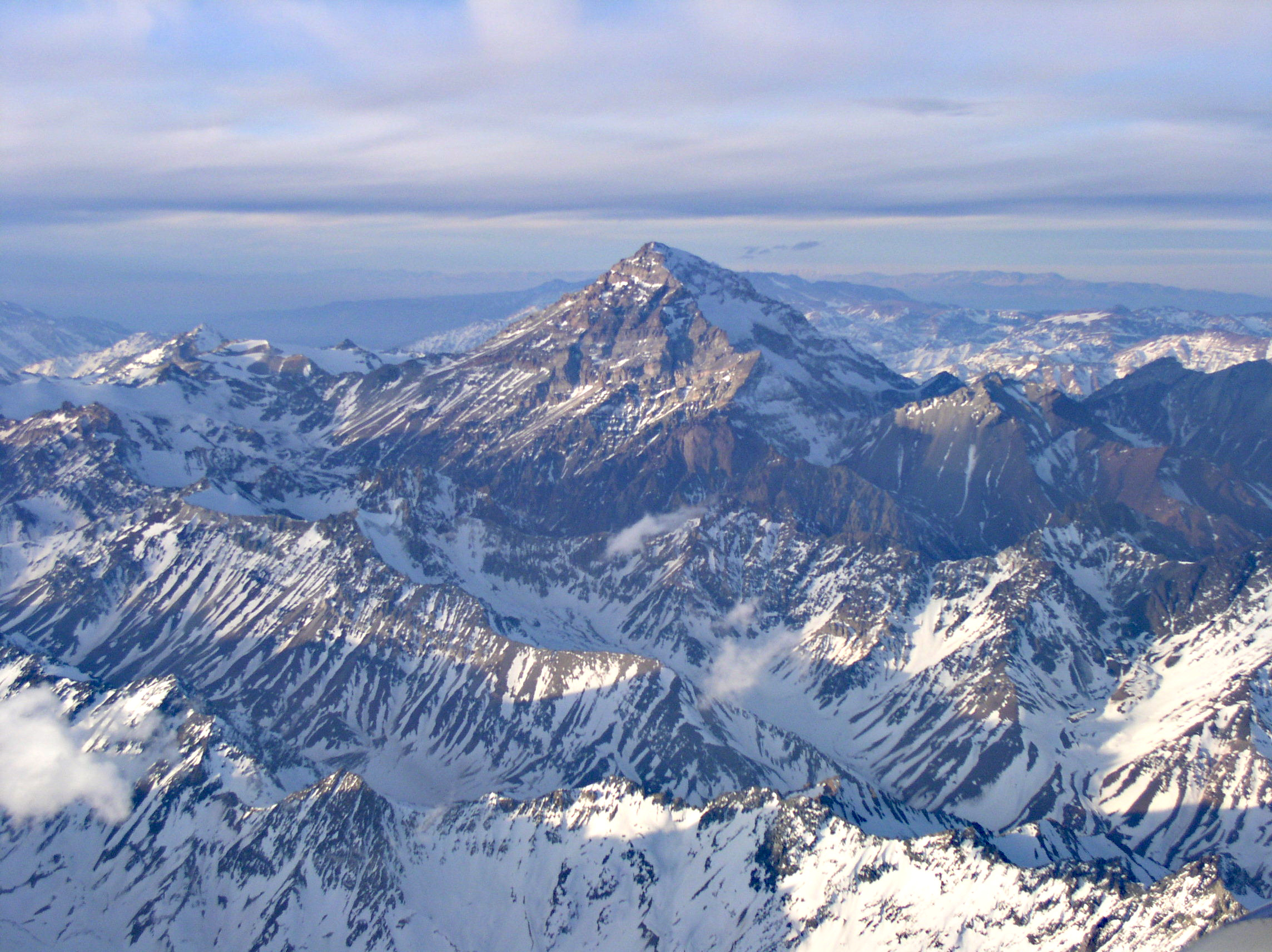
Vista aérea del cerro Aconcagua, el punto más elevado de la cordillera Americana.

La Cordillera Americana es una extensa cadena montañosa que consiste en una casi continua secuencia de cordilleras y sierras, a lo largo de todo el oeste del continente americano, llegando hasta la Antártida.
De norte a sur, esta secuencia orogénica en sentido meridiano, comienza con la cordillera de Alaska y la cordillera de Brooks en Alaska. Se extiende a través del Yukón y la Columbia Británica en Canadá. En Estados Unidos la rama principal son las Montañas Rocosas, en México la cordillera continúa a través de la Sierra Madre Occidental y la Sierra Madre Oriental. Luego continúa a través de las sierras de Centroamérica en Guatemala, El Salvador, Honduras, Nicaragua, Costa Rica y Panamá. Finalmente se convierte en la cordillera de los Andes en América del Sur. Además, se considera que puede continuar hasta las islas Georgias del Sur y a través del Atlántico Sur hasta las montañas de la Tierra de Graham en la península Antártica. Este sistema orogénico es la mitad oriental del Cinturón de fuego del océano Pacífico. 

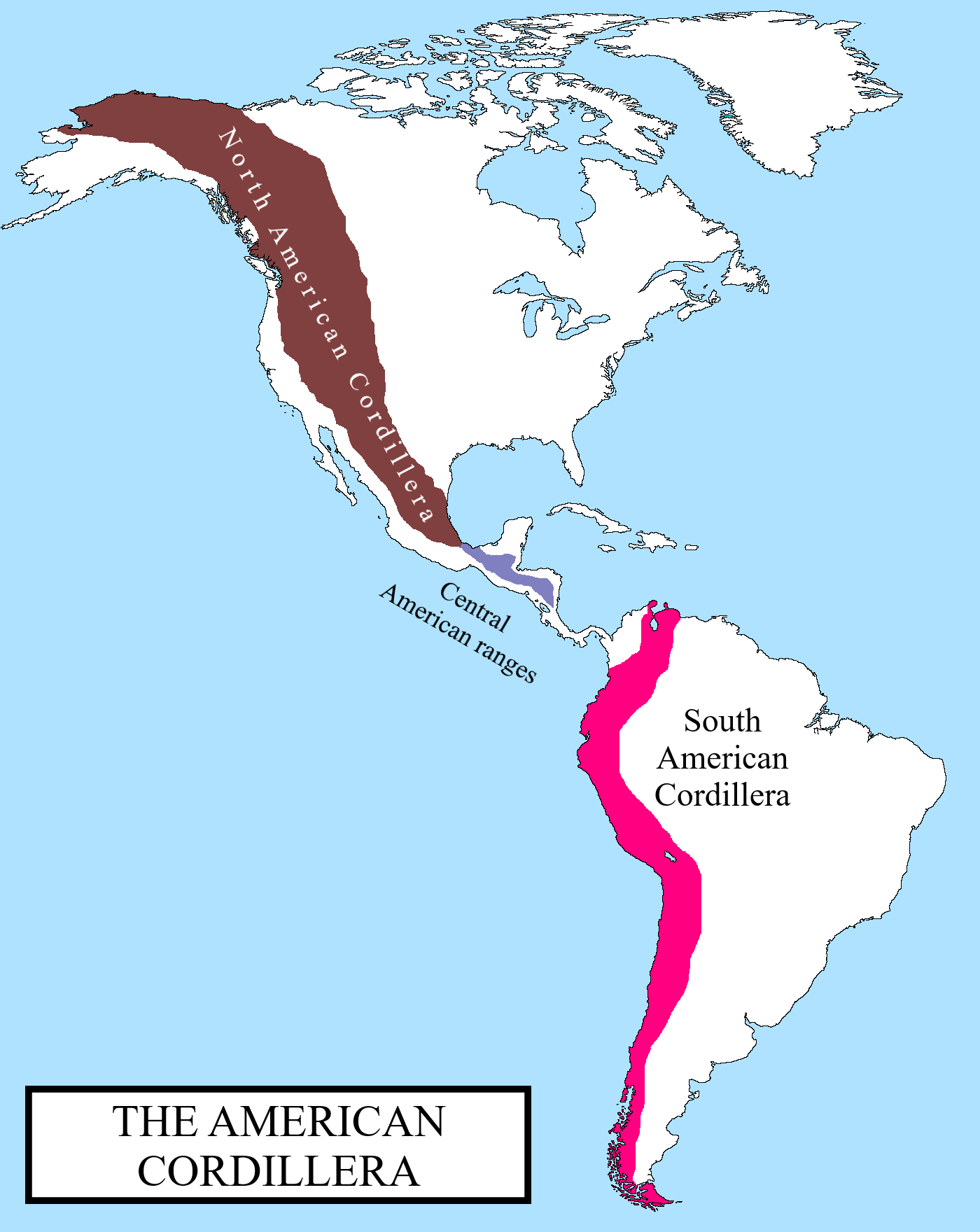
Mapa de América, que muestra la Cordillera nortemericana en granate, las montañas de América Central en color lavanda y la Cordillera sudamericana en rosa.

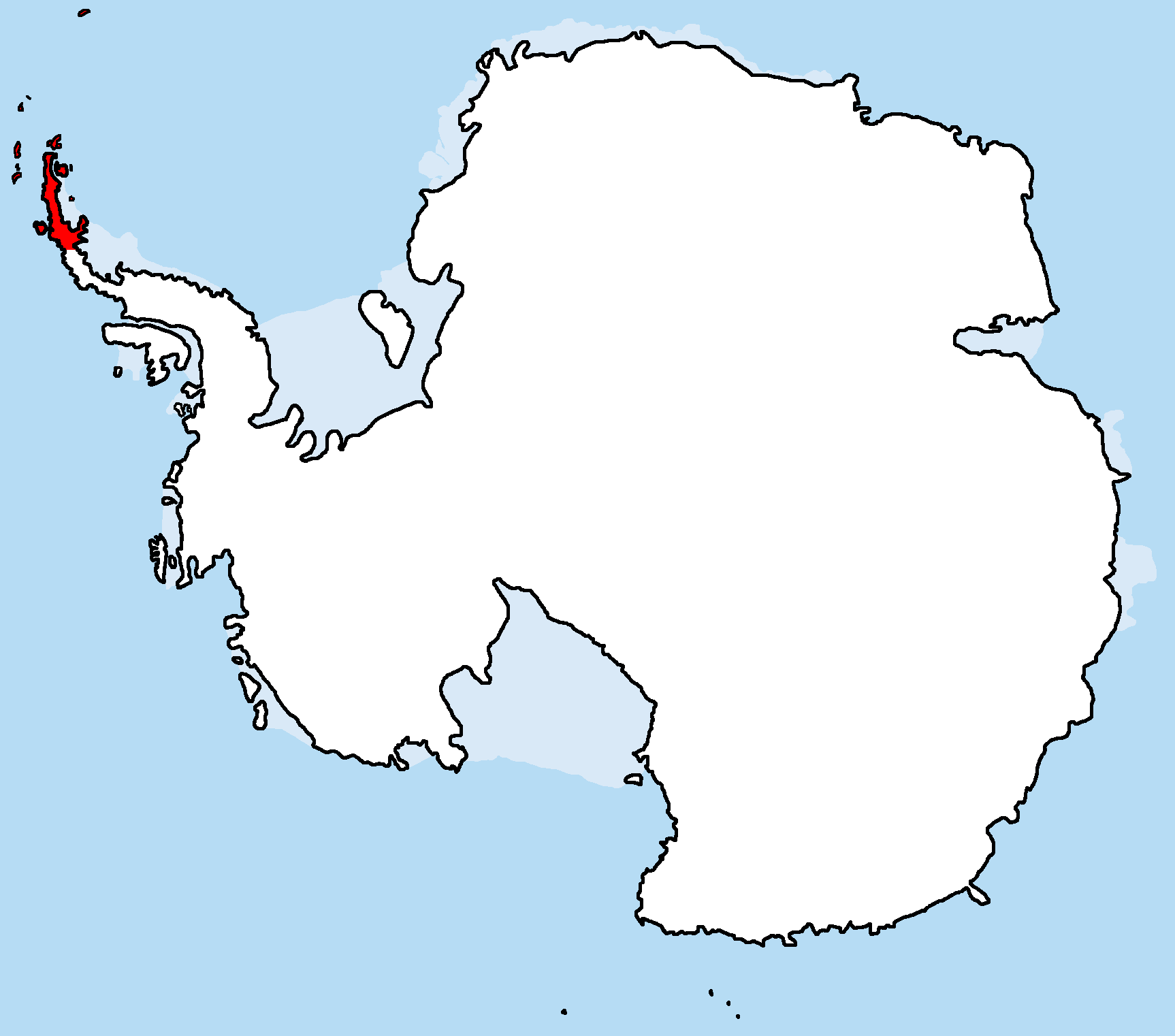
Mapa de la Antártida, que muestra la extensión de la Cordillera Americana hacia la Tierra de Graham en el noroeste.

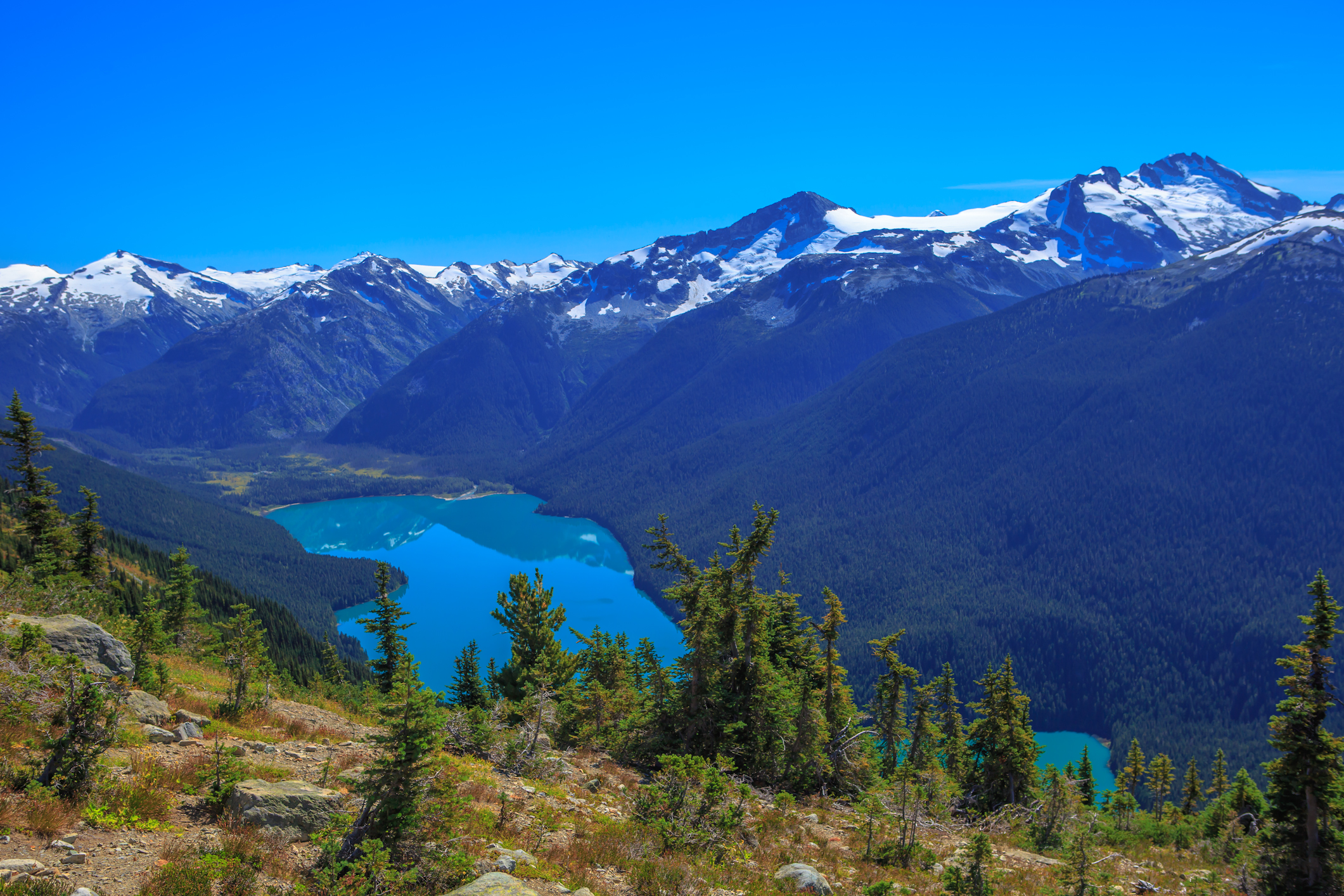
Montañas costeras en Columbia Británica, Canadá.

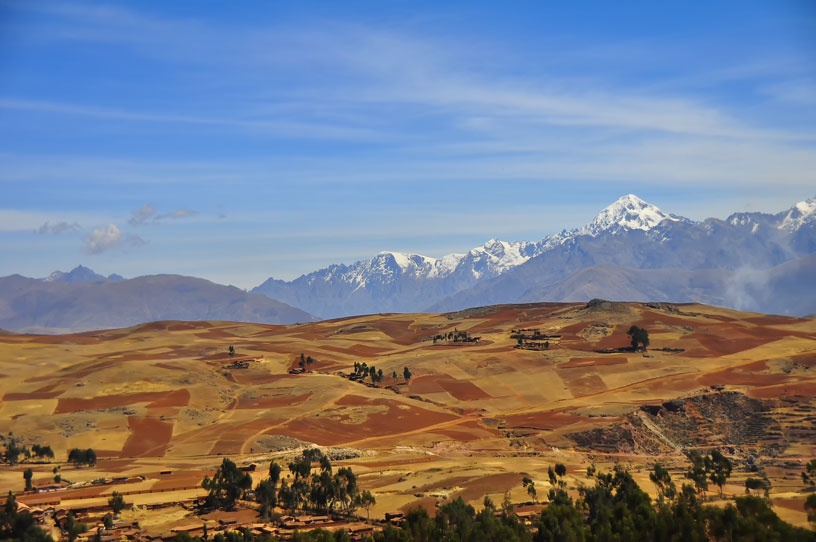
La Cordillera de los Andes, en Perú.

## Formación y geología
La formación de la Cordillera Americana  es el resultado de una compleja interacción de procesos geológicos que abarcan millones de años, involucrando movimientos de placas tectónicas, actividad volcánica y erosión. La Cordillera Americana es una característica geológica dinámica y diversa, moldeada por una combinación de fuerzas tectónicas, actividad volcánica y erosión. Su formación refleja la intrincada historia de la corteza terrestre y continúa evolucionando, influenciada por procesos tectónicos en curso. Entender su geología proporciona una visión del pasado natural de América y de las complejas interacciones de los sistemas terrestres.

### Contexto Tectónico
La Cordillera Americana está situada principalmente a lo largo del límite entre las placas tectónicas de América del Norte, el Pacífico y América del Sur. La interacción de estas placas ha sido crucial para modelar las montañas.
La placa del Pacífico está subduciendo bajo la placa de América del Norte a lo largo de la zona de subducción de Cascadia en el noroeste del Pacífico, y bajo la placa de América del Sur a lo largo de la zona de subducción de la placa de Nazca. Esta subducción conduce a la actividad volcánica y al levantamiento de cadenas montañosas.
En la parte sur de la Cordillera, la colisión entre la placa de Nazca y la placa de América del Sur ha formado los Andes. La presión continua de esta colisión sigue levantando y modelando el paisaje.

### Procesos de Formación
La presencia de arcos volcánicos, como la Cordillera de las Cascadas en Estados Unidos y los Andes en América del Sur, es un resultado directo de la subducción. A medida que la placa subducida se derrite, el magma asciende a la superficie, formando volcanes.
Períodos significativos de formación de montañas, conocidos como orogénesis, han ocurrido a lo largo de la historia de la Cordillera. Eventos orogénicos notables incluyen la Orogénesis Laramide (finales del Cretácico a principios del Terciario) que levantó significativamente las Montañas Rocosas, y la Orogénesis Andina que dio forma a los Andes.
La erosión por glaciares, ríos y la intemperie ha jugado un papel crítico en esculpir las montañas y valles de la Cordillera. Los sedimentos erosionados de las montañas a menudo se depositan en cuencas adyacentes, influyendo en la geología local.

### Características Geológicas
La Cordillera está compuesta por varios tipos de rocas, incluyendo rocas ígneas (provenientes de la actividad volcánica), rocas metamórficas (formadas bajo presión y calor) y rocas sedimentarias (depositadas en mares y lagos antiguos).
En el oeste de Estados Unidos, la Provincia de Cuencas y Cordilleras presenta cadenas montañosas y valles alternos, resultado de la extensión tectónica y el fallamiento que ha estirado la corteza.
Cadenas montañosas importantes, como la Sierra Nevada, las Rocosas y los Andes, exhiben características geológicas distintas, incluyendo elevaciones, climas y ecosistemas variados.

### Fases de Desarrollo
Durante el período Pre-Cordillerano (final del Paleozoico al Mesozoico) se establecieron los cimientos de la Cordillera, cuando el supercontinente Pangea comenzó a fragmentarse. Se depositaron rocas sedimentarias en mares poco profundos, y la actividad tectónica inició el levantamiento de las primeras cadenas montañosas.
Durante la Orogenia Laramide (final del Cretácico al Eoceno Temprano) la formación montañosa afectó principalmente a las Montañas Rocosas. Involucró procesos tectónicos complejos, incluida la subducción de placa plana, que causó el levantamiento de las Rocosas y cadenas relacionadas, dando lugar a la formación de características geológicas importantes.
Durante el Eoceno al Oligoceno tuvo lugar el rifting Continental al continuar los procesos tectónicos continuaron. El rifting se produjo en algunas áreas, particularmente en la provincia de Cuenca y Cordillera. Esto llevó a la formación de numerosos valles y montañas, creando el patrón característico de altiplanos y llanuras.
A lo largo de su desarrollo, la actividad volcánica ha desempeñado un papel crucial. La Cordillera de las Cascadas y los Andes, en particular, presentan numerosos estratovolcanes formados por volcanismo relacionado con subducción. Esta actividad continúa hoy en día, como se observa en el Monte Santa Helena y otros volcanes activos.
El paisaje moderno de la Cordillera Americana se caracteriza por su topografía dramática, que incluye algunos de los picos más altos de América del Norte (como Denali) y América del Sur (como Aconcagua). La erosión glacial, la meteorización y la sedimentación han moldeado aún más estas montañas, creando ecosistemas diversos.

## Sismicidad
La relevancia sísmica de la Cordillera Americana se subraya por su historia de terremotos significativos, incluyendo algunos de los más grandes jamás registrados. Esta cadena montañosa, que se extiende desde Alaska hasta el extremo sur de América del Sur, es un punto focal de actividad tectónica debido a la convergencia de múltiples placas, en particular las placas norteamericana, del Pacífico y sudamericana.
La Cordillera Americana se caracteriza por intensas interacciones tectónicas, especialmente en las zonas de subducción donde las placas oceánicas son forzadas a descender bajo las placas continentales. Este proceso genera una presión inmensa, lo que lleva a eventos sísmicos frecuentes y, a menudo, poderosos. La subducción de la placa de Nazca y la placa de Cocos bajo la placa sudamericana es especialmente notable, resultando en una de las zonas sísmicas más activas del mundo.

### Grandes terremotos
Varios terremotos históricamente significativos han ocurrido a lo largo de la Cordillera Americana. El terremoto de Valdivia de 1960 en Chile, que registró una magnitud de 9.5, es el terremoto más grande jamás registrado. Resultó de la subducción de la placa de Nazca bajo la placa sudamericana y causó una devastación generalizada, incluyendo tsunamis que afectaron regiones costeras tan lejanas como Hawái y Japón. Este terremoto ejemplifica el potencial destructivo de la actividad sísmica en la región y llevó a cambios significativos en la preparación para terremotos y regulaciones de construcción.
Otros terremotos notables incluyen:
- Terremoto de San Francisco de 1906 (California, EE. UU.): Este terremoto de magnitud 7.9, que ocurrió a lo largo de la falla de San Andrés, resultó en extensos daños y incendios, llevando a la destrucción de grandes partes de la ciudad.
- Terremoto de Maule de 2010 (Chile): Con una magnitud de 8.8, este terremoto golpeó cerca de la costa central de Chile, causando destrucción generalizada y desencadenando un tsunami. Destacó los riesgos sísmicos continuos a lo largo de la costa.
- Terremoto de Ciudad de México de 1985 (México): Un terremoto de magnitud 8.1 golpeó la costa del Pacífico, causando daños severos en la Ciudad de México, ubicada a unos 350 kilómetros del epicentro, debido a la geología de la ciudad y las prácticas de construcción.

### Actividad Volcánica
Además de los terremotos, la relevancia sísmica de la Cordillera incluye sus numerosos volcanes activos. Los Andes albergan muchos volcanes, como Cotopaxi y Nevado del Ruiz, que se forman a partir del magma generado por procesos de subducción. Estos volcanes presentan riesgos adicionales a través de erupciones, nubes de ceniza y flujos piroclásticos.

## Montañas más elevadas
Las diez montañas más elevadas de la Cordillera Americana son:
| Orden | Montaña                | Altura (m) | Altura (pie) | Ubicación                  | Cordillera                 |
| ----- | ---------------------- | ---------- | ------------ | -------------------------- | -------------------------- |
| 1     | Aconcagua              | 6,961      | 22,838       | Mendoza, Argentina         | Andes                      |
| 2     | Ojos del Salado        | 6,893      | 22,615       | Atacama, Chile             | Andes                      |
| 3     | Volcán Tupungato       | 6,570      | 21,590       | Mendoza, Argentina         | Andes                      |
| 4     | Nevado Tres Cruces     | 6,629      | 21,749       | Mendoza, Argentina         | Andes                      |
| 5     | Huascarán              | 6,768      | 22,205       | Ancash, Perú               | Andes                      |
| 6     | Cerro Bonete           | 6,759      | 22,197       | La Rioja, Argentina        | Andes                      |
| 7     | Nevado Tres Cruces Sur | 6,570      | 21,590       | Mendoza, Argentina         | Andes                      |
| 8     | Nevado de Colima       | 4,262      | 13,956       | Colima, México             | Cordillera Volcánica       |
| 9     | Monte Rainier          | 4,392      | 14,411       | Washington, Estados Unidos | Cordillera de las Cascadas |
| 10    | Monte Shasta           | 4,322      | 14,411       | California, Estados Unidos | Cordillera de las Cascadas |

Notas:
1. Las alturas pueden variar un tanto dependiendo de las fuentes.
2. En gran medida la lista indica picos en los Andes, ya que son los más elevados en la Cordillera Americana.
3. La Cordillera de las Cascadas -aunque no tan elevada- se incluye en representación de las montañas en América del Norte.

## Explotación y potencial minero

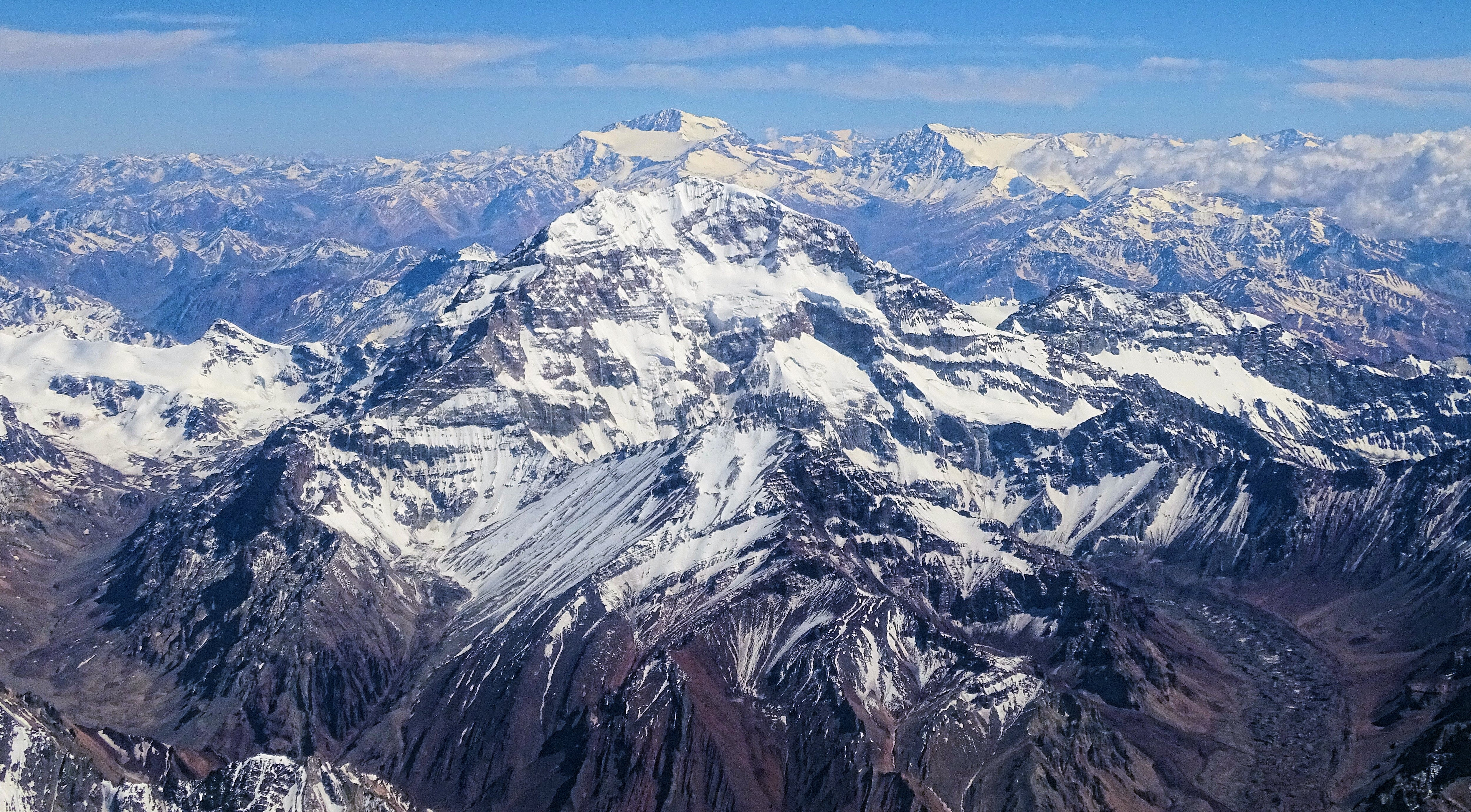
Con su altura de 6800 m, el Aconcagua es la montaña más elevada de la Cordillera Americana.

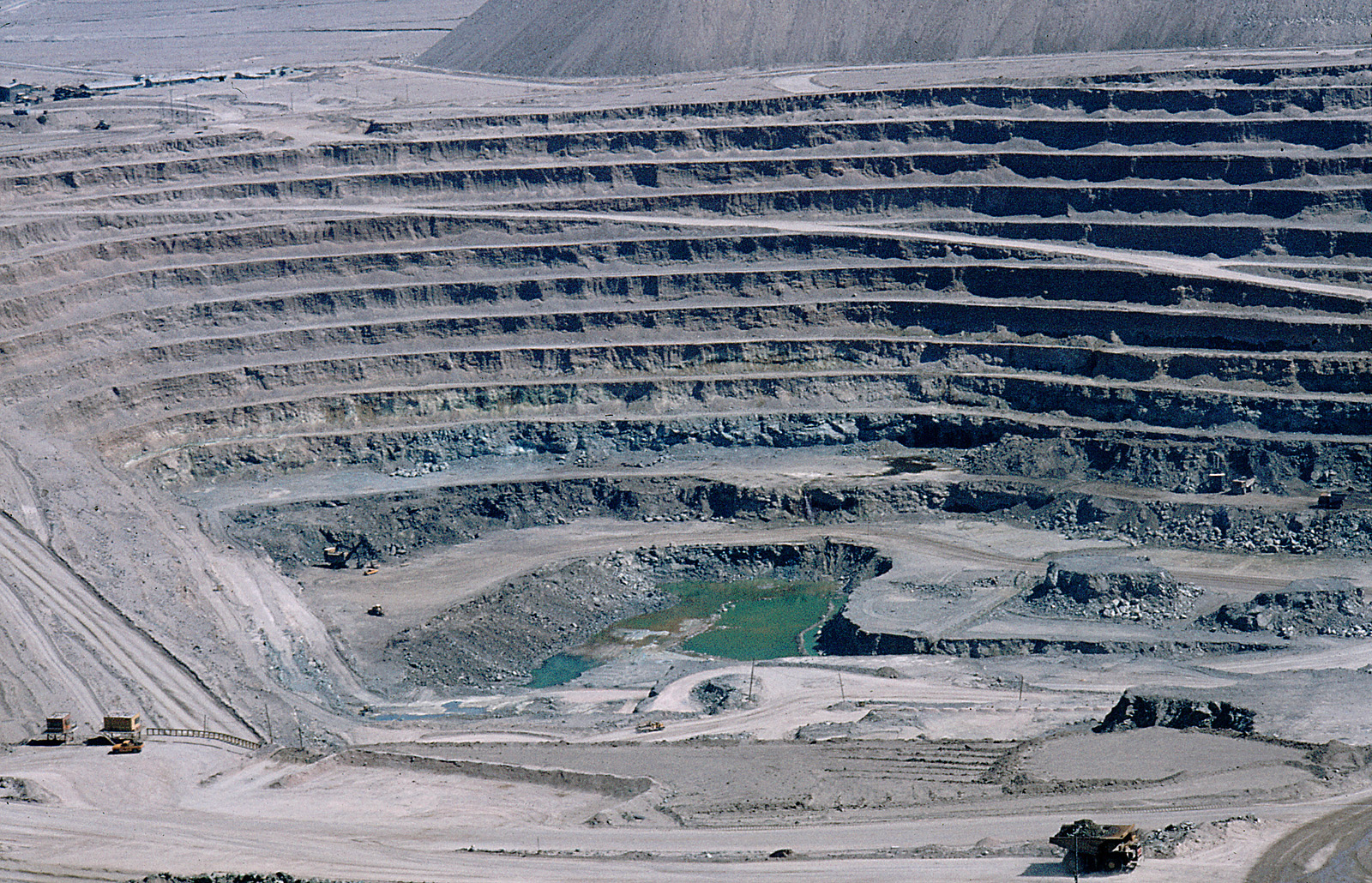
La mina de cobre de Chuquicamata en Chile, en la actualidad, es la 13.º mina de cobre a nivel mundial y la 6.º a nivel nacional, con una producción estimada de 350 000 toneladas métricas de cobre en el año 2017.

La Cordillera Americana a lo largo de 15,000 kilómetros ha sido modelada por la actividad tectónica, resultando en una diversa gama de depósitos minerales. La Cordillera Americana alberga vastos recursos minerales que son esenciales para diversas industrias, especialmente en el contexto de una economía global en transición. Si bien la minería en esta región presenta oportunidades significativas, es crucial equilibrar el crecimiento económico con la gestión ambiental y la responsabilidad social para garantizar un futuro sostenible.

### Recursos clave y potencial minero
- Cobre: se encuentran depósitos importantes de cobre en los Andes chilenos, el suroeste de EE. UU. (particularmente en Arizona)[10] y en partes de Perú. El cobre es esencial para el cableado eléctrico, la plomería y las tecnologías de energía renovable. Chile es el mayor productor de cobre del mundo, con minas como La Escondida (la mina que más cobre produce a nivel mundial) y Chuquicamata. La creciente demanda global de vehículos eléctricos y soluciones de energía renovable se espera que impulse los precios del cobre y estimule una mayor exploración.[11]

- Oro y Plata: las principales regiones mineras de oro y plata incluyen Nevada (el estado productor de oro más grande de EE. UU.)[10], Perú y México[12].  Se emplean técnicas de minería a cielo abierto y subterránea, con avances en la lixiviación con cianuro que mejoran las tasas de recuperación[10]. La minería de oro y plata contribuye significativamente a las economías locales, proporcionando empleo y desarrollo de infraestructura.

- Molibdeno: las principales minas de molibdeno están en Colorado[10] y Chile.[12] El molibdeno es crítico para la producción de acero de alta resistencia y superaleaciones, lo que lo hace valioso para industrias como la aeroespacial y la construcción. Con la creciente demanda de materiales más resistentes, se espera que la minería de molibdeno siga siendo viable.

- Litio y Elementos de Tierras Raras: el litio se encuentra en áreas como el Salar de Uyuni en Bolivia[12] y depósitos de salmuera de litio en EE. UU. (por ejemplo, Nevada[10]). El litio es crucial para las baterías en vehículos eléctricos y el almacenamiento de energía renovable. Los elementos de tierras raras[13] son esenciales para la electrónica y las tecnologías verdes. El impulso hacia los vehículos eléctricos y las tecnologías renovables está impulsando la exploración y el desarrollo de recursos de litio y elementos de tierras raras.

- Zinc y Plomo: se encuentran depósitos significativos en México, así como en los estados de Alaska y Missouri en EE. UU[10]. El zinc se utiliza para galvanizar acero y prevenir la corrosión, mientras que el plomo tiene aplicaciones en baterías y protección contra radiación. La demanda fluctuante y las presiones regulatorias influyen en la viabilidad de la minería de zinc y plomo.

## Importancia en la conformación del clima de América del Norte y del Sur
La Cordillera Americana,  desempeña un papel significativo en la configuración del clima de América del Norte y del Sur. En general, la Cordillera Americana es crucial para definir las características climáticas y ecológicas de América del Norte y del Sur. Su influencia se extiende a la agricultura, los recursos hídricos y la biodiversidad, lo que la convierte en un componente vital del marco ambiental del continente.
La Cordillera crea efectos de sombra de lluvia, donde el aire húmedo del océano Pacífico asciende sobre las montañas, se enfría y pierde humedad como precipitación en el lado de barlovento. El lado de sotavento, a menudo en sombra de lluvia, tiende a ser mucho más seco, lo que da lugar a ecosistemas y climas distintos.
La elevación de las montañas afecta los patrones de temperatura. Altitudes más altas generalmente significan temperaturas más frescas, lo que puede conducir a una variedad de microclimas. Esto impacta las zonas de vegetación, la agricultura y la biodiversidad.
La Cordillera es una fuente crucial de agua dulce para muchas regiones. Los glaciares y la acumulación de nieve alimentan ríos que suministran agua para la agricultura, la industria y el consumo humano en ambos continentes.
La cadena montañosa afecta los patrones de viento predominantes, lo que puede alterar los sistemas climáticos en áreas amplias. Esta influencia es importante para entender las variaciones climáticas estacionales y los eventos climáticos.
Los climas y ecosistemas variados creados por la Cordillera contribuyen a su estatus como un punto caliente de biodiversidad. Diferentes elevaciones y microclimas apoyan una amplia gama de flora y fauna, algunas de las cuales son endémicas de regiones específicas.
La Cordillera contribuye a la diversidad de zonas climáticas a través de América, desde regiones templadas en el norte hasta climas tropicales en América Central y del Sur. Esta variabilidad afecta la agricultura, los patrones de asentamiento y las actividades económicas.
Las montañas actúan como barreras naturales que pueden influir en los patrones de migración de especies y poblaciones humanas, impactando interacciones culturales y ecológicas.